# Skagafjörður (municipalité)
Pour les articles homonymes, voir Skagafjörður.
Skagafjörður est une municipalité située au nord de l'Islande.

## Histoire
En mai 2022, la municipalité absorbe Akrahreppur.

## Géographie
Le point culminant est le Mælifellshnjúkur, avec 1 138 mètres.

## Jumelages
La ville de Skagafjörður est jumelée avec :
- Espoo (Finlande)
- Køge (Danemark)
- Kristianstad (Suède)
- Kongsberg (Norvège)